# Rummo
Rummo — итальянская компания, производитель макаронных изделий из твёрдых сортов пшеницы.

## История

### Начало
Компания была основана в 1846 году в Беневенто, когда её основатель Антонио Руммо построил первую мельницу для помола пшеницы. Он производил свежую пасту из манной крупы из твердых сортов пшеницы в соседней Капитанате.
В 1860 году «Руммо» принадлежало две мельницы, расположенных вдоль рек Калоре и Сабато. В 1935 году компания переехала на улицу Виа дей Мулини в Беневенто. Компания стала акционерным обществом.
В 1991 году была открыта новая фабрика по производству макаронных изделий в районе Понте Валентино, где сейчас находится штаб-квартира компании. Комбинат в настоящее время закрыт, компания специализируется только на производстве макаронных изделий.
В начале 2000-х годов компания получила международные сертификаты качества, оптимизировав производственные процессы и сократив воздействие на окружающую среду. В 2010 году компания получила награду Legambiente за экологически безопасные инновации: Rummo сократила на 30 процентов выбросы углекислого газа благодаря современной тригенерационной установке.

### Расширение
В сентябре того же года компания приобрела макаронную фабрику Castiglioni, основанную в Мадженте в 1933 году. После приобретения Rummo вложила один миллион евро в новое оборудование на заводе в Соццаго (коммуна Новара), в результате чего объём производства вырос до 30 тысяч тонн, оборот которых составляет 15 миллионов евро. Завод компании Magentino был закрыт.
В январе 2011 года вместе с тремя другими итальянскими компаниями, Rummo получила награду Leonardo Quality Italy от президента республики Джорджо Наполитано «за качественные инновации в сочетании с сильным международным, коммерческим и производственным прогнозом».
С 2014 года в совместном предприятии с Pastificio Andriani завод в Соццаго дочерней компании Pastificio Castiglioni специализируется на производстве макарон для страдающих непереносимостью глютена. Там выращивается рисовая мука, подходящая для таких целей, то время как производство макарон из пшеницы, также под торговой маркой Castiglioni, сосредоточено в Беневенто.

### Инциденты
14 октября 2015 года Rummo сильно пострадала от наводнения, опустошившего Самний. После этого компанию в крупных масштабах поддерживали в социальных сетях, в том числе такие известные люди, как Розарио Фиорелло, Магалли, Сельваджия Лукарелли и Шакал. В апреле 2017 года суд Беневенто удовлетворил ходатайство о соглашении с кредиторами на непрерывной основе, чтобы отсрочить выплату долга более чем на десять лет. В декабре 2018 года из Милана пришло окончательное разрешение банков на перезапуск компании.

## Производство
Компания экспортирует 35 процентов своего товарооборота в 45 стран на пяти континентах . Производственная мощность двух заводов достигает 140 тысяч тонн в год.

## Награды
- 2010 ─ награда за экологически безопасные инновации от Legambiente[2]
- 2011 ─ премия Leonardo Quality Italy от президента Итальянской Республики Джорджо Наполитано[4]
- 2021 ─ Министерство экономического развития Италии выпустило памятную почтовую марку, посвящённую 175 годовщине основания «Руммо»[14].